# Malacothamnus foliosus
Malacothamnus foliosus là một loài thực vật có hoa trong họ Cẩm quỳ. Loài này được (S. Watson) Kearney mô tả khoa học đầu tiên năm 1951.